# Atympanum
Atympanum is een geslacht van rechtvleugeligen uit de familie veldsprinkhanen (Acrididae). De wetenschappelijke naam van dit geslacht is voor het eerst geldig gepubliceerd in 1982 door Yin.

## Soorten
Het geslacht Atympanum omvat de volgende soorten:
- Atympanum antennatum Yin, 1984
- Atympanum belonocercum Liu, 1981
- Atympanum carinotus Yin, 1979
- Atympanum comainensis Liu, 1981
- Atympanum nigrofasciatum Yin, 1984